# Olsztynek
Olsztynek (udtale:  [ɔlʂˈtɨnɛk]; tysk: Hohenstein in Ostpreußen) er en by i  voivodskabet Warmińsko-mazurskie i det nordlige Polen, og har 7.343(2021) indbyggere. Den ligger  i powiat  Olsztyn (amt), og er det administrative sæde for Gmina Olsztynek. Den er en del af den historiske region Masurien.

## Geografi
Olsztynek ligger omkring 28 km syd for Olsztyn i den vestlige del af Masuriske søområde, hvor det grænser op til Preussens udkant (Prusy Górne), der er en del af den baltiske højderyg.